# Società Sportiva Calcio Palermo 1986-1987
Questa voce raccoglie le informazioni riguardanti la Società Sportiva Calcio Palermo nelle competizioni ufficiali della stagione 1986-1987.
La società prese parte soltanto alla Coppa Italia, poiché fu radiata il giorno dopo la disputa dell'ultima gara del proprio girone eliminatorio della competizione, quindi pochi giorni prima l'inizio del campionato.

## Stagione
La stagione si apre con la Coppa Italia 1986-1987, dalla quale la compagine rosanero viene subito eliminata, poiché arriva l'ultimo posto nel girone 6 della competizione, nel quale ottiene soltanto un punto, frutto di un pareggio col Genoa alla prima giornata e di 4 sconfitte consecutive a seguire sino alla quinta giornata della prima fase elimimatoria. L'allenatore per questo scampolo di stagione è Fernando Veneranda. Frattanto, il club aveva svolto il ritiro estivo precampionato in provincia di Bolzano.
Il giorno dopo l'ultima partita di coppa nazionale che si disputa il 7 settembre, la società viene radiata e non prende successivamente parte al campionato di Serie B 1986-1987, nel quale avrebbe dovuto scontare 5 punti di penalizzazione a causa del secondo scandalo del calcio-scommesse.

### Il fallimento
(Estratto della lettera con cui Franco Carraro comunica la radiazione del Palermo)
L'8 settembre 1986 il Palermo fu radiato dalla FIGC - il cui presidente era Antonio Matarrese - per un debito di quasi 500 milioni di lire e fu escluso da tutti i quadri federali. La società venne dichiarata fallita dal Tribunale di Palermo il 18 settembre successivo, ovvero a 10 giorni dalla radiazione, così il club scomparve definitivamente dai campionati calcistici italiani, senza giocare per un anno. Voci dell'epoca vogliono che, all'interno della Lega Calcio, l'unico che si oppose alla radiazione del Palermo sia stato il presidente del Lecce Franco Jurlano: da questo episodio sarebbe nato il gemellaggio tra le due tifoserie.
L'allora seconda squadra della città, l'Olympia, che militava nel campionato di Promozione Sicilia 1986-1987 e che giocava al campo dei Cantieri Navali, tentò di accattivare la simpatia degli sportivi palermitani cambiando nome in Palermolympia e adottando i colori rosanero, ma questa non entrò mai nel cuore dei tifosi. Lo stadio della Favorita venne utilizzato, per compensare la perdita del calcio di livello in città, per alcune partite della Nazionale olimpica. Anche la Roma disputò alcune amichevoli nell'impianto sportivo palermitano con lo stesso scopo.
Il 7 gennaio 1987 nacque l'Unione Sportiva Palermo, chiamata a raccogliere l'eredità dello scomparso sodalizio rosanero. Grazie ad una deroga concessa dalla FIGC, in particolare per la fusione tra il Venezia e il Mestre, la squadra venne ammessa direttamente alla Serie C2 per l'anno 1987-1988, che incominciò il 20 settembre, occupando il posto libero lasciato dal Mestre. Il primo presidente della neonata società fu Salvino Lagumina, all'epoca presidente di Sicindustria.

## Rosa
Visti i problemi societari e con quasi tutta la rosa della prima squadra squalificata dopo lo scandalo calcioscommesse, il Palermo giocò la sola Coppa Italia con la formazione giovanile della Juniores. Dalla seconda gara, della prima fase eliminatoria a gironi, rientrò in gruppo il portiere Franco Paleari.
| N. |                   | Ruolo | Calciatore          |
| -- | ----------------- | ----- | ------------------- |
| 12 | Italia (bandiera) | P     | Giuseppe Lorusso    |
|    | Italia (bandiera) | D     | Mario Abate         |
|    | Italia (bandiera) | D     | Giuseppe Casabianca |
|    | Italia (bandiera) | D     | Costa               |
|    | Italia (bandiera) | D     | G. Greco            |
|    | Italia (bandiera) | D     | Claudio Grimaudo    |
|    | Italia (bandiera) | D     | Rocco               |
|    | Italia (bandiera) | C     | Barcellona          |

| N. |                   | Ruolo | Calciatore         |
| -- | ----------------- | ----- | ------------------ |
|    | Italia (bandiera) | C     | Chinnici           |
|    | Italia (bandiera) | C     | Conti              |
|    | Italia (bandiera) | C     | Milazzo            |
|    | Italia (bandiera) | A     | Giovanni Tarantino |
|    | Italia (bandiera) | A     | Santo Ardizzone    |
|    | Italia (bandiera) | A     | Sanicola           |
|    | Italia (bandiera) | P     | Paolo Greco        |
|    | Italia (bandiera) | P     | Franco Paleari     |

## Risultati

### Coppa Italia
| Genova 24 agosto 1986 Prima fase - 1ª giornata               | Genoa     | 1 – 1 referto | Palermo | Stadio Luigi Ferraris |
| \| \| \| \| \| Cipriani 53’ \| Marcatori \| 72’ Tarantino \| |           |               |         |                       |
|                                                              |           |               |         |                       |
| Cipriani 53’                                                 | Marcatori | 72’ Tarantino |         |                       |

| Palermo 27 agosto 1986 Prima fase - 2ª giornata                          | Palermo   | 0 – 3                                  | Atalanta | Stadio La Favorita |
| \| \| \| \| \| \| Marcatori \| 7’ Incocciati 83’ Barcella 85’ Francis \| |           |                                        |          |                    |
|                                                                          |           |                                        |          |                    |
|                                                                          | Marcatori | 7’ Incocciati 83’ Barcella 85’ Francis |          |                    |

| Messina 31 agosto 1986 Prima fase - 3ª giornata | Messina   | 1 – 0 | Palermo | Stadio Giovanni Celeste |
| \| \| \| \| \| Napoli 37’ \| Marcatori \| \|    |           |       |         |                         |
|                                                 |           |       |         |                         |
| Napoli 37’                                      | Marcatori |       |         |                         |

| Palermo 3 settembre 1986 Prima fase - 4ª giornata | Palermo   | 0 – 1       | Brescia | Stadio La Favorita |
| \| \| \| \| \| \| Marcatori \| 64’ Zoratto \|     |           |             |         |                    |
|                                                   |           |             |         |                    |
|                                                   | Marcatori | 64’ Zoratto |         |                    |

| Bergamo 7 settembre 1986 Prima fase - 5ª giornata                       | Virescit Boccaleone | 3 – 0 | Palermo |  |
| \| \| \| \| \| Monti 56’ Fortunato 68’ Cambiaghi 71’ \| Marcatori \| \| |                     |       |         |  |
|                                                                         |                     |       |         |  |
| Monti 56’ Fortunato 68’ Cambiaghi 71’                                   | Marcatori           |       |         |  |

## Statistiche

### Statistiche di squadra

#### Coppa Italia

##### Girone 6 della fase a gironi
| Competizione | Punti | In casa | In casa | In casa | In casa | In casa | In casa | In trasferta | In trasferta | In trasferta | In trasferta | In trasferta | In trasferta | Totale | Totale | Totale | Totale | Totale | Totale | DR |
| Competizione | Punti | G       | V       | N       | P       | Gf      | Gs      | G            | V            | N            | P            | Gf           | Gs           | G      | V      | N      | P      | Gf     | Gs     | DR |
| ------------ | ----- | ------- | ------- | ------- | ------- | ------- | ------- | ------------ | ------------ | ------------ | ------------ | ------------ | ------------ | ------ | ------ | ------ | ------ | ------ | ------ | -- |
| Coppa Italia | 1     | 2       | 0       | 0       | 2       | 0       | 4       | 3            | 0            | 1            | 2            | 1            | 5            | 5      | 0      | 1      | 4      | 1      | 9      | -8 |
| Totale       | 1     | 2       | 0       | 0       | 2       | 0       | 4       | 3            | 0            | 1            | 2            | 1            | 5            | 5      | 0      | 1      | 4      | 1      | 9      | -8 |